# Веслачки клуб Партизан
ВК Партизан је српски веслачки клуб из Београда, Србија. Клуб је основан 5. јула 1951. године.  Идеја о организовању веслања у оквиру тадашње спортске организације „ЈСД Партизан“  зачета је 1949-50. година.  Родила се у кругу бивших веслача ВК „Београд“,  ВК „Данубиус“,  ВК „Крка“ и других учесника НОР-а,  који су се налазили на новоизграђеном купалишту ЦДЈА на Ади Циганлији. Генерални директор клуба је Иван Брајтигам прослављени српски морепловац. Партизан је најтрофејнији српски веслачки клуб.

## Трофеји
- Национално првенство на ергометрима
  - Прваци (24): 1994, 1996, 2000, 2001, 2002, 2004, 2005, 2007, 2008, 2009, 2011, 2012, 2013, 2014, 2015, 2016, 2017, 2018, 2020, 2021, 2022, 2023, 2024, 2025.
- Национално првенство
  - Прваци (8): 1967, 2019, 2020, 2021, 2022, 2023, 2024, 2025.
- Национално првенство – свеукупни пласман
  - Прво место (18): 1995, 1996, 1997, 1998, 1999, 2001, 2003, 2004, 2005, 2007, 2009, 2011, 2012, 2013, 2014, 2015, 2016, 2017.
- Национални куп
  - Освајачи (4): 1997, 1998, 2001, 2002.
- Национални куп – свеукупни пласман
  - Прво место (1): 2016.

## Галерија
- Улаз у просторије клуба на Ади
- Застава клуба